# Rhäzüns
Rhäzüns é uma comuna da Suíça, no Cantão Grisões, com cerca de 1.246 habitantes. Estende-se por uma área de 13,28 km², de densidade populacional de 94 hab/km². Confina com as seguintes comunas: Bonaduz, Cazis, Domat/Ems, Präz, Rothenbrunnen, Versam.
A língua oficial nesta comuna é o Alemão.